# Viriato Trágico
Viriato Trágico é um poema épico do escritor português Brás Garcia de Mascarenhas. Composto por 20 cantos, Viriato Trágico foi publicado postumamente em 1699 (o autor falecera em 1656), inicialmente impresso e editado em Coimbra. No entanto, como a obra viria a cair no esquecimento, foi lançada, em 1846, uma nova edição, que foi reeditada em dois tomos, por iniciativa de Albino de Abranches Freire de Figueiredo.

## Contexto

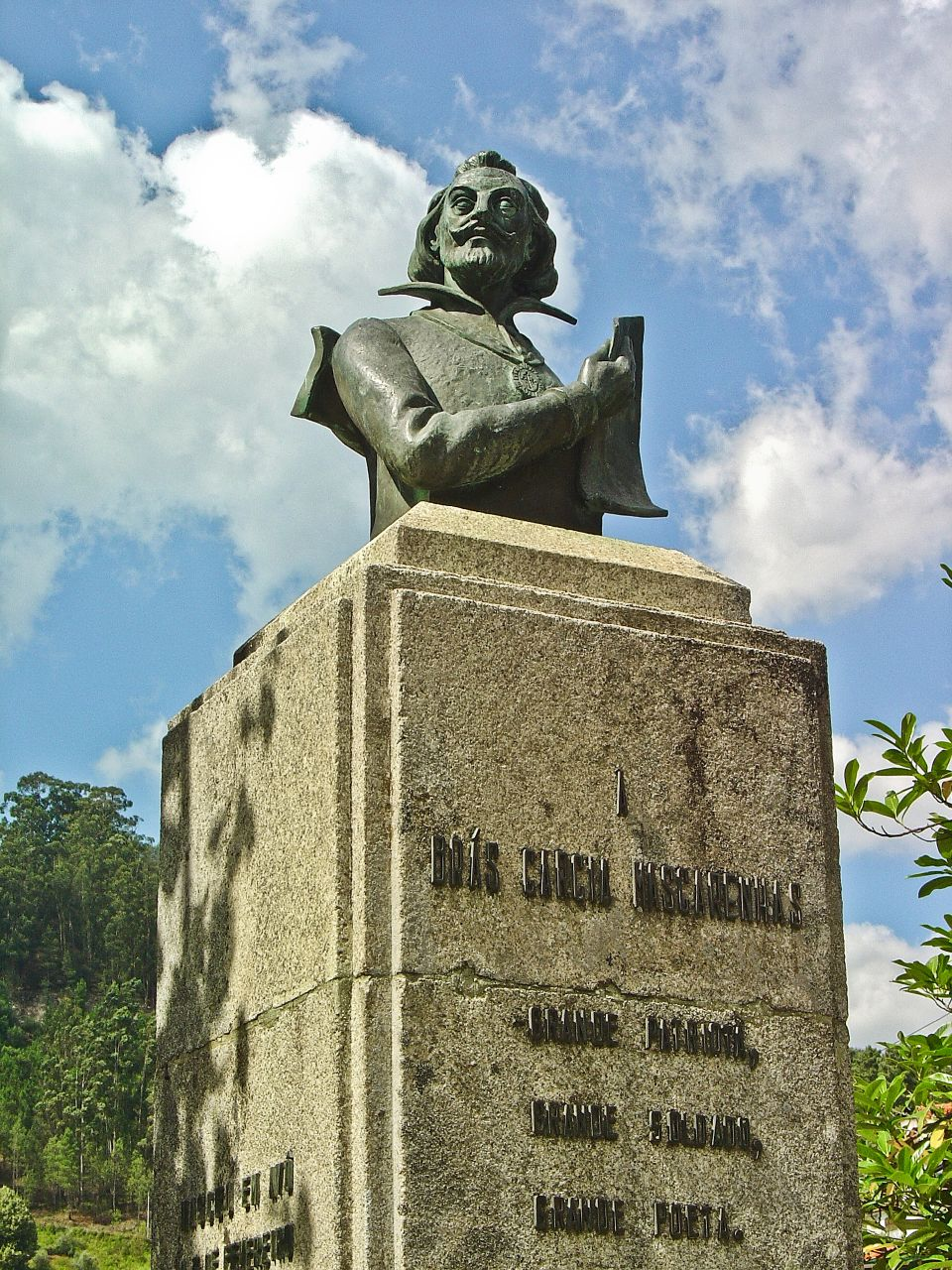
Estátua de Brás Garcia de Mascarenhas, em Avô, Portugal

Escrito no contexto da União Ibérica e das guerras da Restauração, a obra tem como objetivo homenagear o herói lusitano Viriato, figura paradigmática da luta contra as invasões externas. O próprio autor, Brás Garcia de Mascarenhas, era ele mesmo um militar heroico que combateu as tropas espanholas durante as Guerras da Restauração.

## Estrutura
“Canto um Pastor, Amores, e Armas canto, A
Canto o Raio do monte, e da campanha, B
 Terror da Itália, e do mundo espanto, A
 Glória de Portugal, honra de Espanha: B
 Triunfante da Águia, que triunfando tanto, A
 Tanto a seus raios tímida se acanha, B
 Que à traição, só dormindo, o viu rendido, C
Porque desperto nunca foi vencido. C”

— Viriato Trágico, Canto I, estrofe 1
O poema, como muitas outras obras épicas da literatura portuguesa do século XVI, é escrito em oitava rima. Esta estrofe de oito versos de origem italiana é composta de versos decassílabos rimados com abababcc.
O poema conta a história de Viriato, guerreiro da Península Ibérica que travou uma guerra contra os romanos no século II a.C. Segundo Diodoro da Sicília, historiador grego, Viriato veio da Lusitânia, ou seja, do antigo Portugal. Ele tornou-se o líder de um exército e permaneceu invencível por muito tempo. Os romanos não conseguiram derrotá-lo em nenhuma batalha, então decidiram assassiná-lo. Ele foi morto a facadas durante o sono. Só então a Ibéria se tornou uma província romana. Viriato morreu, mas sua fama sobreviveu não só a ele, mas também ao Império Romano.

## Legado
Apesar da importância da obra como uma homenagem ao célebre chefe lusitano, Viriato Trágico é considerado por António Moniz um poema cheio de erros históricos, como a referência à participação de Viriato na Segunda Guerra Púnica, ao lado de Aníbal (apesar do primeiro ter nascido cerca de um século depois), entre outras.
O Professor Hernâni António Cidade dá-lhe preferência sobre os outros poemas épicos portugueses do século XVII. "Neste singular poema", diz ele, "em boa parte feito da essência dos nervos e do espírito do autor, sente-se, mesmo através do engomado da forma, comum aos restantes, palpitar a vida, como em nenhum outro. Vida de ar livre — jogos de barras, canas, danças, corridas, cavalhadas — e vida íntima de tumulto sentimental, que se intercala, imprevistamente, entre páginas colaboradas pelo gosto da época, páginas de moralista e poeta frequentador do salão seiscentista." Aubrey Fitzgerald Bell é muito mais severo, pois que, reconhecendo no poema "algumas descrições vigorosas" e "uma atmosfera agradável de patriotismo e atmosfera indígena", afirma que, no estilo, mal se diferencia da prosa, e que as descrições geográficas fastidiosas, os catálogos áridos de nomes, produzem no leitor menos admiração do que sono.